# Luis Alberto Bouza
Luis Alberto Bouza Brea (Montevideo, Uruguay, 6 de octubre de 1901-Montevideo, Uruguay, 30 de diciembre de 1984) fue un magistrado uruguayo, miembro de la Suprema Corte de Justicia de su país entre 1954 y 1964.

## Primeros años
Nació en Montevideo el 6 de octubre de 1901; era hijo de Robustiano Bouza y de Manuela Brea. 
En su juventud, al tiempo que trabajó como funcionario administrativo en el Ministerio de Industrias hasta su renuncia en 1931, estudió Derecho en la Universidad de la República hasta graduarse como abogado en 1930.

## Fiscalías del Crimen
En enero de 1931 fue nombrado adjunto a la Fiscalía del Crimen de 3er Turno, cargo donde permaneció durante ocho años. 
En marzo de 1939 fue designado Fiscal del Crimen de 4° Turno, fiscalía que acababa de crearse e inauguró como titular; puesto que ocupó hasta 1943.

## Juez Letrado
En efecto, en noviembre de 1943 pasó a cumplir funciones en el Poder Judicial al ser designado como Juez Letrado en lo Civil de Quinto Turno en la capital del país.

## Tribunal de Apelaciones
En setiembre de 1949 fue ascendido al cargo de miembro del Tribunal de Apelaciones de Primer Turno, donde permaneció durante casi cinco años.

## Suprema Corte de Justicia
El 15 de junio de 1954 la Asamblea General lo eligió por 113 votos como integrante de la Suprema Corte de Justicia, junto a Julio César de Gregorio, ocupando los puestos dejados vacantes el año anterior por Eduardo Artecona y Francisco Gamarra. Prestó juramento y asumió su cargo el mismo día.
Ocupó la Presidencia de la Corte en dos oportunidades, durante los años 1957 (año en que le tocó presidir la conmemoración del cincuentenario de la creación de la Corte) y 1962.
Cabe destacar que el período entre 1954 y 1959 fue el único en la historia del máximo tribunal uruguayo, luego de 1934, en que el mismo quedó integrado por cinco ministros (Bouza, Álvaro Macedo, Rivera Astigarraga, Manuel López Esponda y Julio César de Gregorio) que llegarían a completar, todos, los diez años en su puesto. 
Bouza cesó como integrante de la Corte, al igual que De Gregorio, el 14 de junio de 1964, al cumplir ambos el período máximo de 10 años de permanencia en el cargo establecido en la Constitución vigente.
Las vacantes generadas por sus ceses y por el retiro pocos días antes de Esteban D. Ruiz fueron cubiertas en octubre del mismo año con las designaciones de Velarde Cerdeiras, Alberto Sánchez Rogé y Edenes A. Mallo.

## Otras actividades
Escribió algunos artículos y obras jurídicas, fundamentalmente sobre temas de Derecho Penal.
En 1938 representó al Ministerio de Instrucción Pública y Previsión Social en el Congreso Latinoamericano de Criminología celebrado en Buenos Aires, Argentina. Ese mismo año fue secretario de la Comisión de Jurisconsultos para la revisión de los proyectos de Códigos de Instrucción Criminal y de Procedimiento Penal.
En 1968, ya retirado como juez, fue designado por el Poder Ejecutivo para integrar un Tribunal Arbitral respecto de un conflicto laboral en CUTCSA.

## Vida personal
Contrajo matrimonio en 1939 con Mercedes Pastra, con quien tuvo una hija, Mónica, nacida en 1940. 
Luis Alberto Bouza falleció el 30 de diciembre de 1984 a los 83 años, en Montevideo.